# Eupithecia guamanica
Eupithecia guamanica es una especie de insectos lepidópteros, más concretamente de polillas, perteneciente a la familia de geométridos. La especie fue descrita por Claude Herbulot, habiendo sido descrita en 1993. Se distribuye en Ecuador, donde dos holotipos fueron descritos en los Andes altos.